# Pisanello

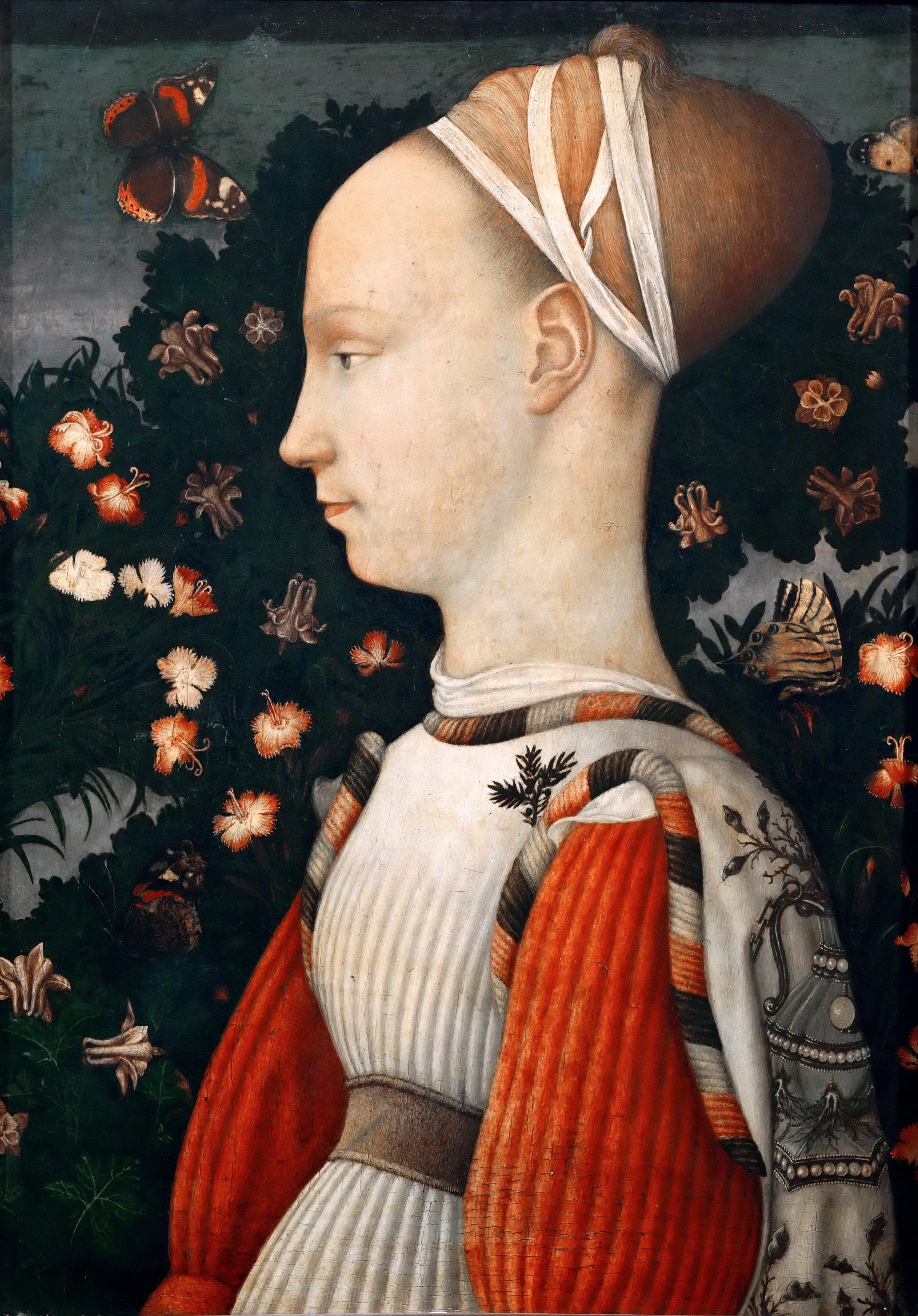
Portretul unei prințese d'Este, Muzeul Luvru, Paris

Pisanello, cu numele real  Antonio di Puccio Pisano (sau Antonio di Puccio da Cereto), (n. 1395, Pisa, Republica Pisa – d. 1455, Roma, Statele Papale) a fost un pictor, creator de medalii și miniaturist din Renașterea italiană și din Quattrocento, ultimul reprezentant al stilului gotic internațional.

## Opere

### Pictură
- Fecioara în umilință, numită și Madona cu prepelița, Muzeul Castelvecchio, Verona.
- Bunavestire, monumentul Brenzoni, Biserica San Fermo Maggiore, Verona.
- Viziunea Sfântului Eustațiu (pe la 1435), tempera pe lemn, 55 x 65 cm, National Gallery, Londra.
- Sfântul Gheoghe și prințesa, (cca. 1436 - 1438), frescă transpusă pe pânză, Verona; la origine în capela Pelligrini din biserica Sant'Anastasia, astăzi în capela Giusti din aceeași biserică.
- Portretul unei prințese d'Este, Muzeul Luvru, Paris.
- Portretul lui Lionel d'Este (1441 ?), tempera pe lemn, 28 x 19 cm, Academia Carrara, Bergamo.
- Ispitirea Sfântului Anton (tabloul este uneori menționat sub un alt titul: Fecioara cu Pruncul, cu Sfântul Anton și Sfântul Gheorghe) (pe la anul 1445), tempera pe lemn, 47 x 29 cm, National Gallery, Londra.

### Medalii
Pisanello a fost unul dintre cei mai mari medaliști ai tuturor timpurilor, poate cel mai mare, după cum mărturisesc istoricii artei, printre care Federico Zeri . Pisanello a fost primul care a reinventat genul de medalie pe care îl cunoaștem astăzi.. Artistul a fost foarte solicitat de către curțile italiene, creând vreo douăzeci de medalii.
A început cu crearea celebrei medalii a lui Ioan al VIII-lea Paleologul (1438), restabilind tradiția așezării unor efigii ale unor persoane în viață, ca și pe monedele romane:
- Medalia Ioan al VIII-lea Paleologul, creată de Pisanello, în 1438
- Medalia lui Gianfrancesco I Gonzaga, în 1439-1440
- Medalia lui Niccolò Piccinino, în 1439-1440
- Medalia lui Filippo Maria Visconti, în anul 1441
- Medalia lui Francesco Sforza, cam în anul 1442
- Prima medalie a lui Sigismondo Pandolfo Malatesta, în anul 1445
- A doua medalie a lui Sigismondo Pandolfo Malatesta, în anul 1445
- Medalia lui Ludovico al III-lea Gonzaga, în anul 1447
- Medalia lui Vittorino da Feltre, prin anul 1447
- Medalia Ceciliei Gonzaga: Inocența și Unicornul, în peisaj nocturn, realizată de Pisanello, în anul 1447
- Medalia lui Belloto Cumano, în anul 1447
- Prima medalie a lui Alfonso al V-lea al Aragonului (1449)
- A doua medalie a lui Alfonso al V-lea al Aragonului (1449)
- A treia medalie a lui Alfonso al V-lea al Aragonului (1449)
- Medalia lui Inigo d'Avalos (1449)

## Galerie de imagini

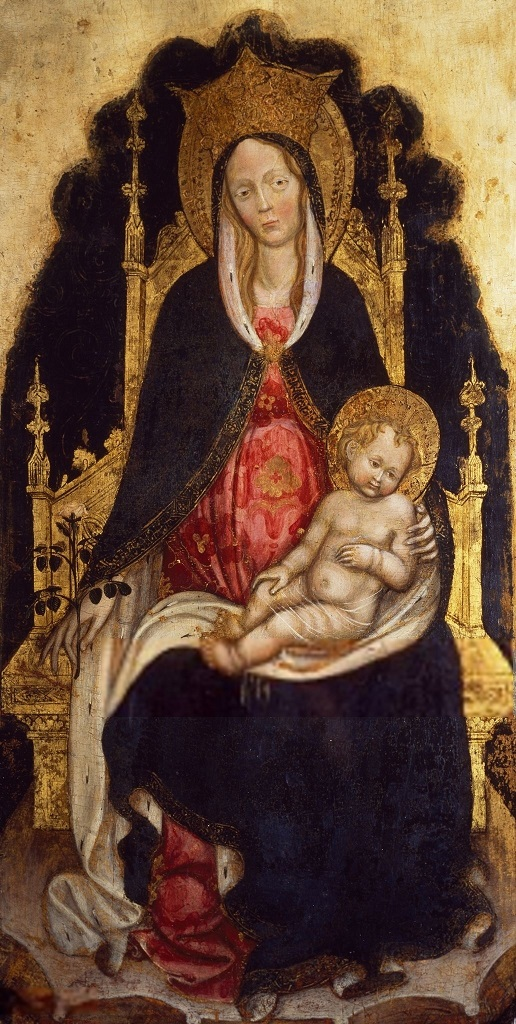
Madonna di Palazzo Venezia (se pare că este cea dintâi pictură a lui Pisanello)
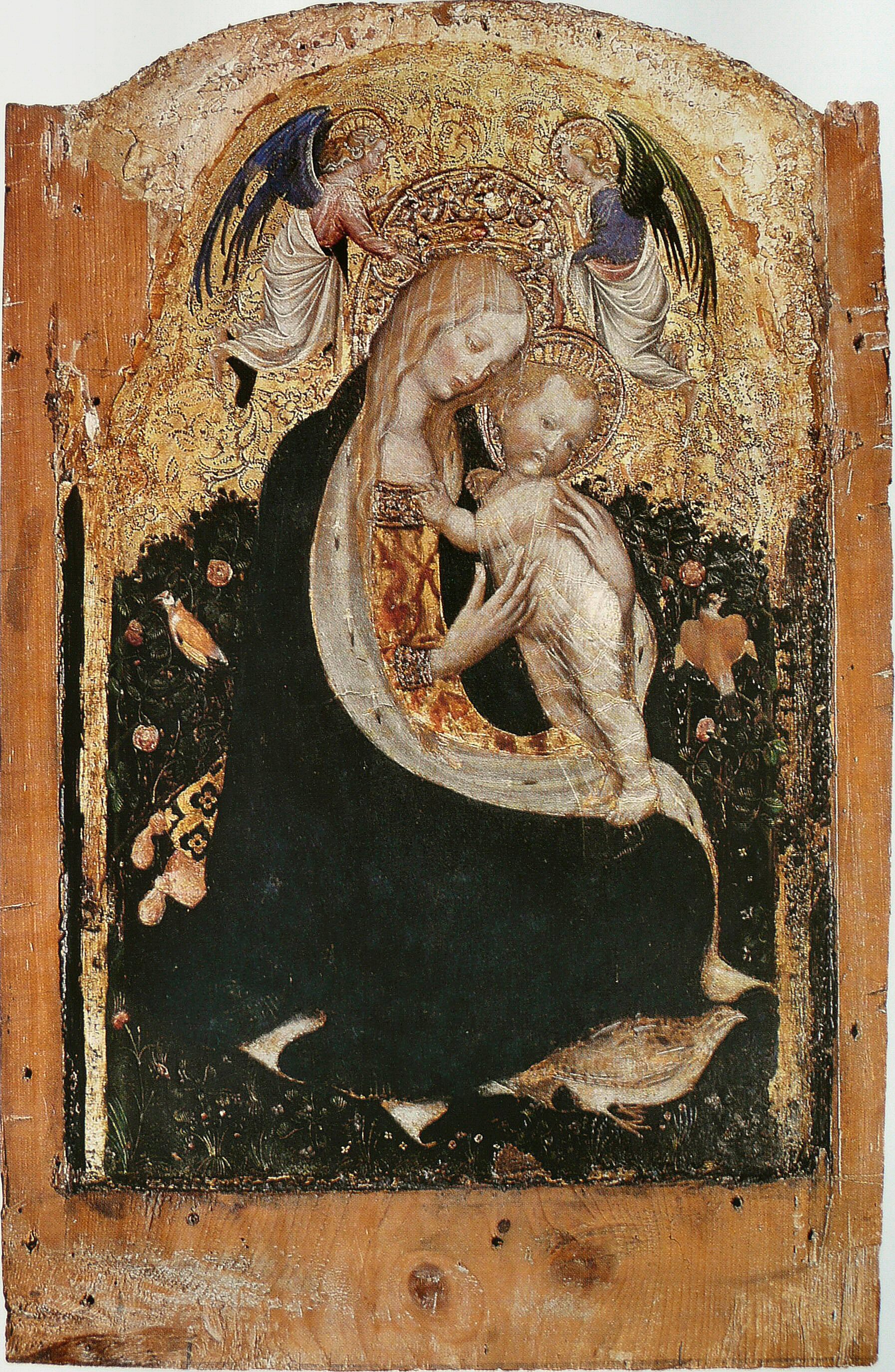
Madona cu prepelița, Muzeul Castelvecchio, Verona
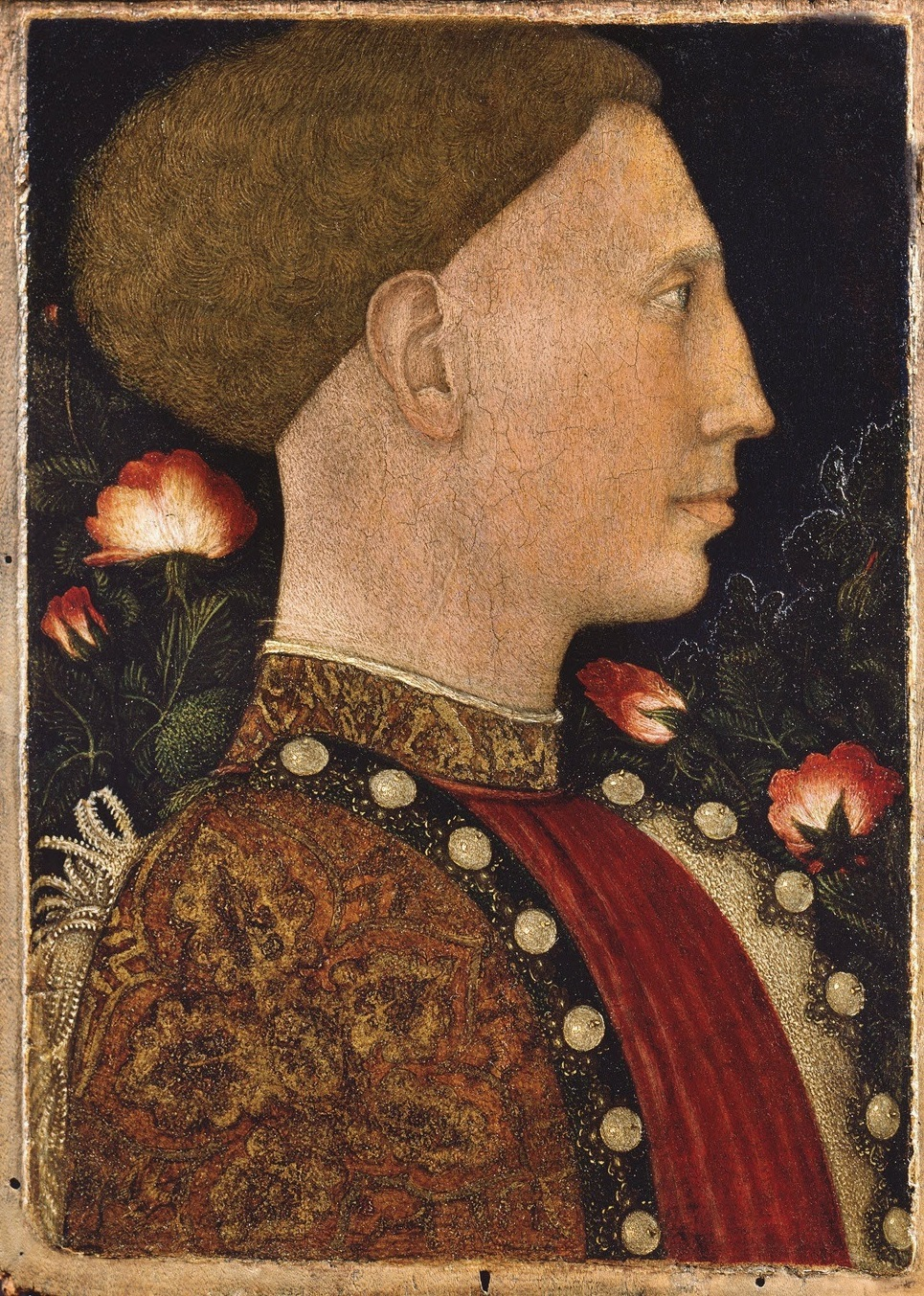
Portretul lui Lionello d'Este, Academia Carrara, Bergamo
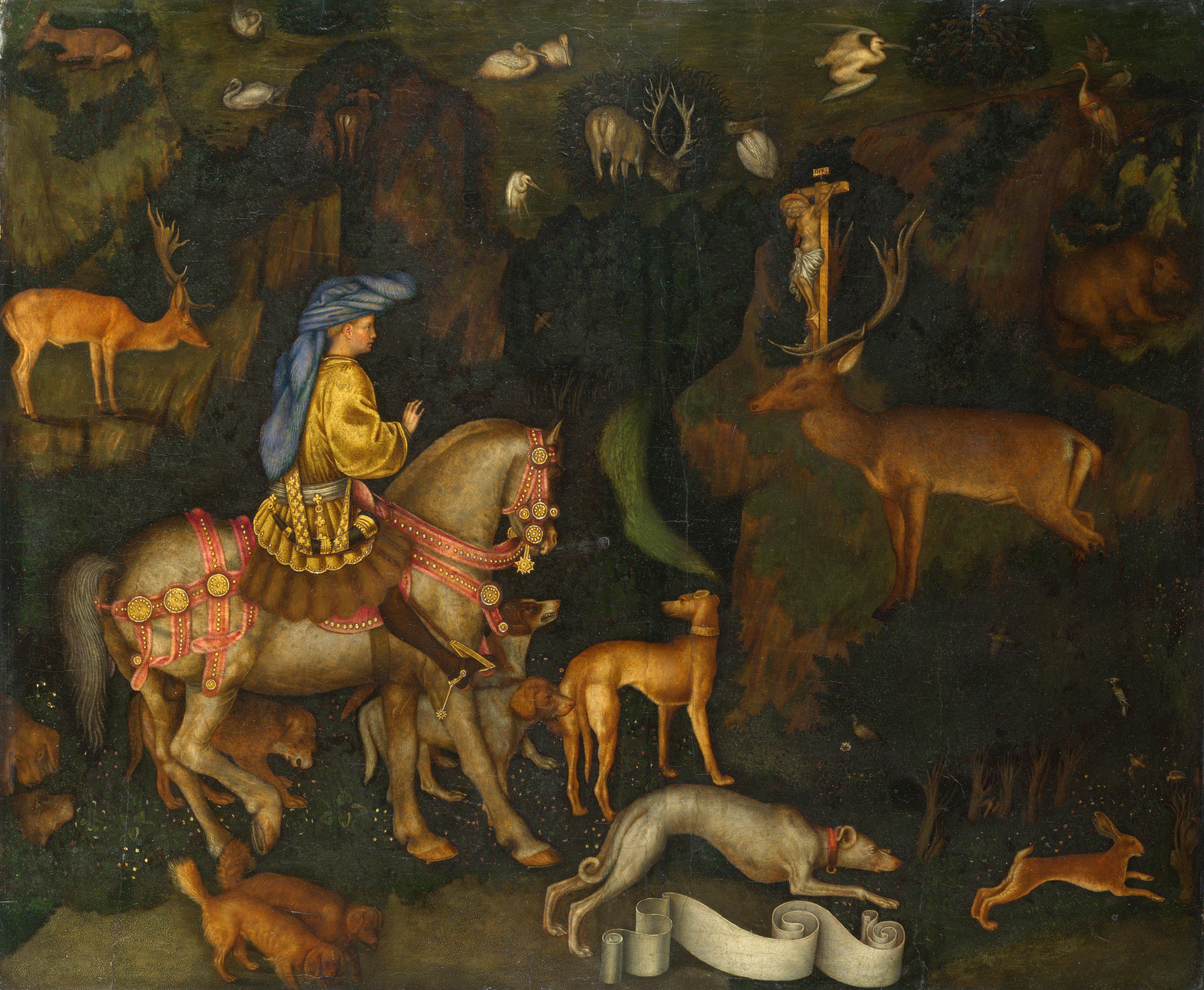
Viziunea Sfântului Eustațiu (1435), tempera pe lemn, 55 x 65 cm, National Gallery, Londra
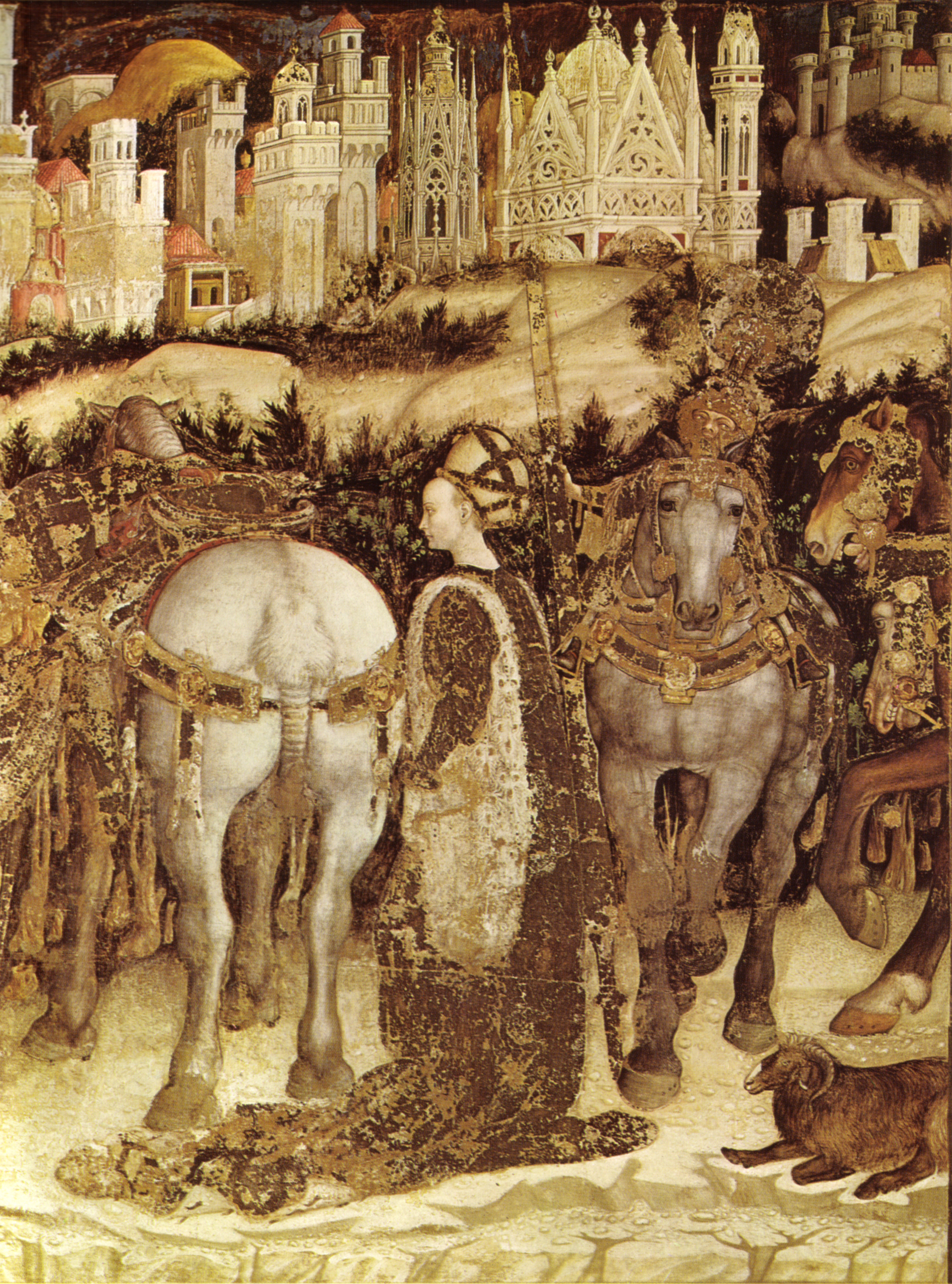
Sfântul Gheorghe și Prințesa (cca. 1436 - 1438), frescă din Biserica Sant'Anastasia din Verona
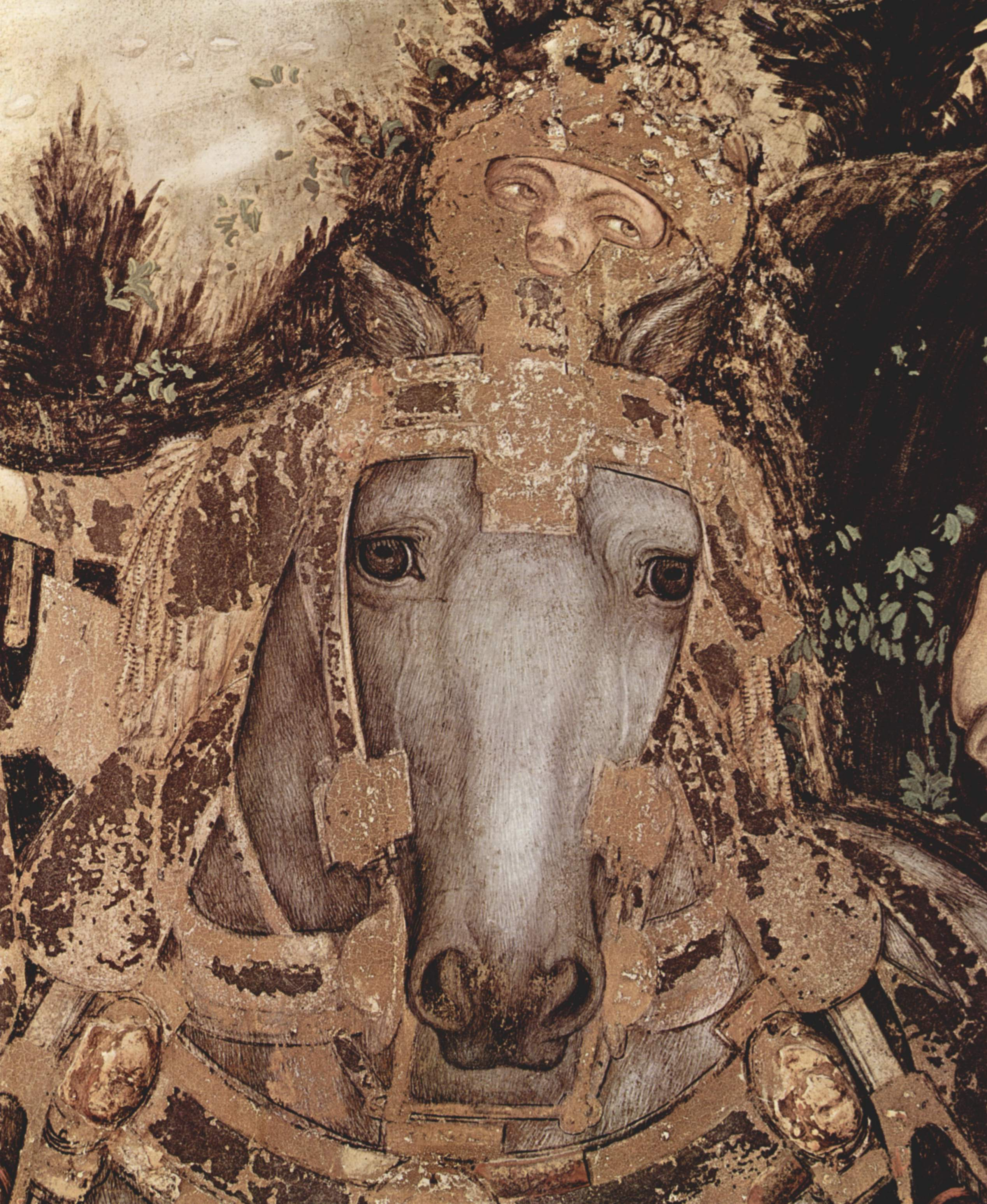
Sfântul Gheorghe și Prințesa, (detaliu, calul)
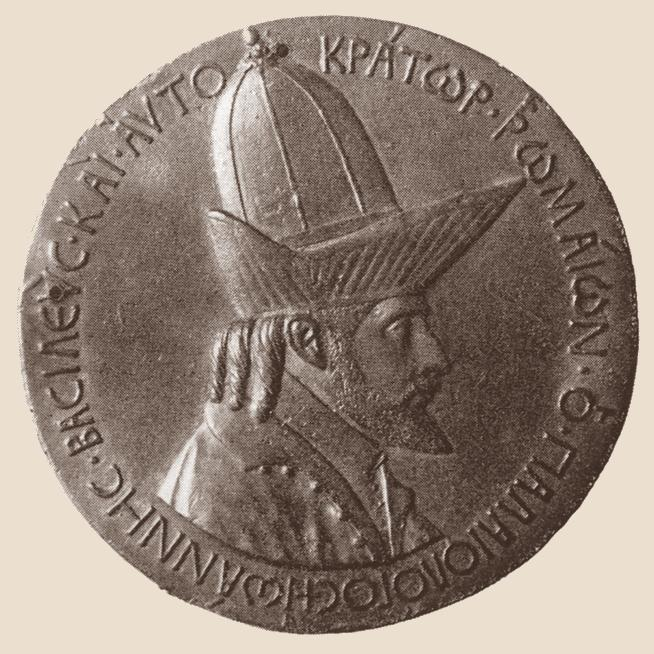
Medalia Ioan al VIII-lea Paleologul, creată de Pisanello, în 1438 (avers)
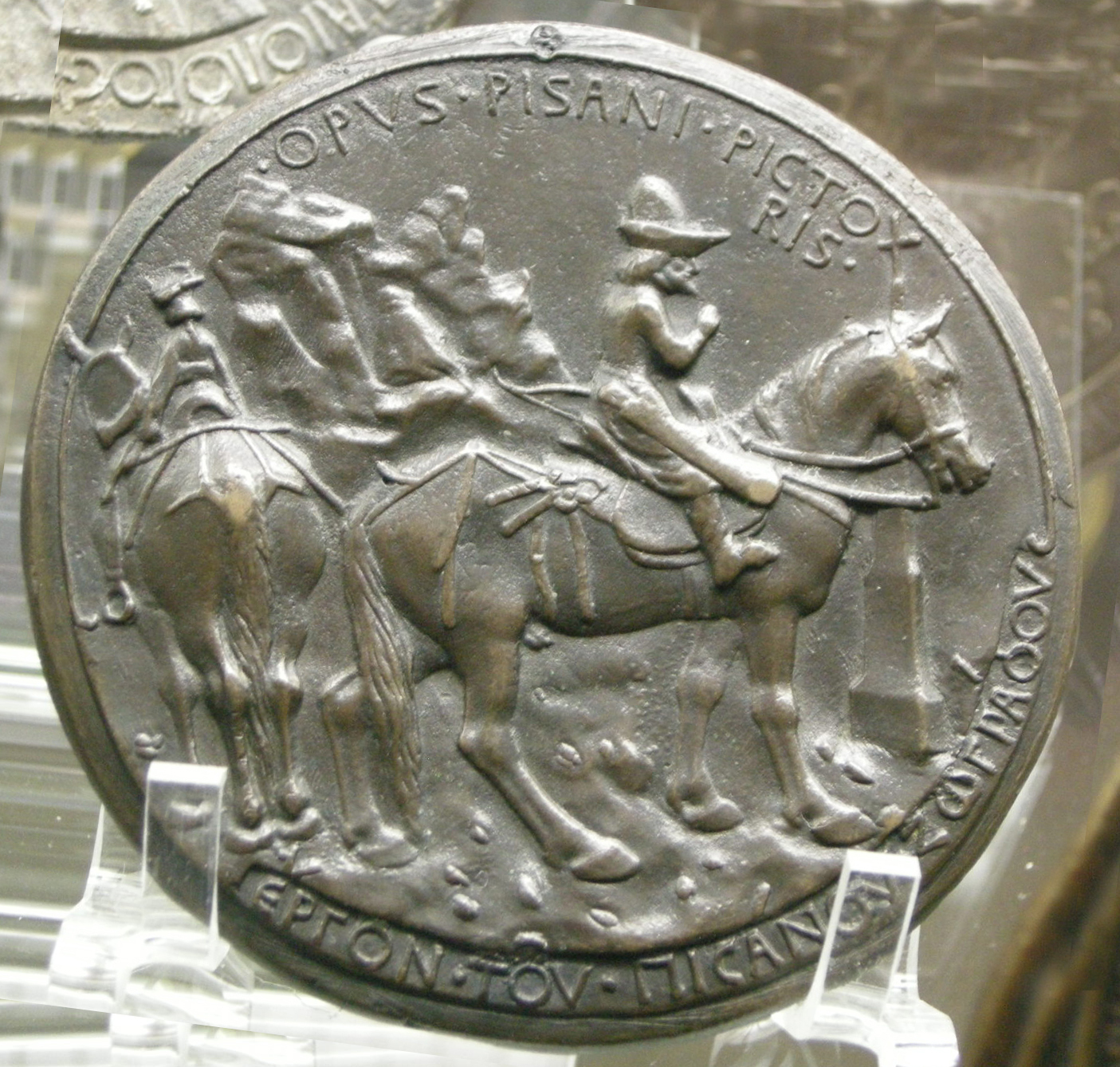
Medalia Ioan al VIII-lea Paleologul (revers)
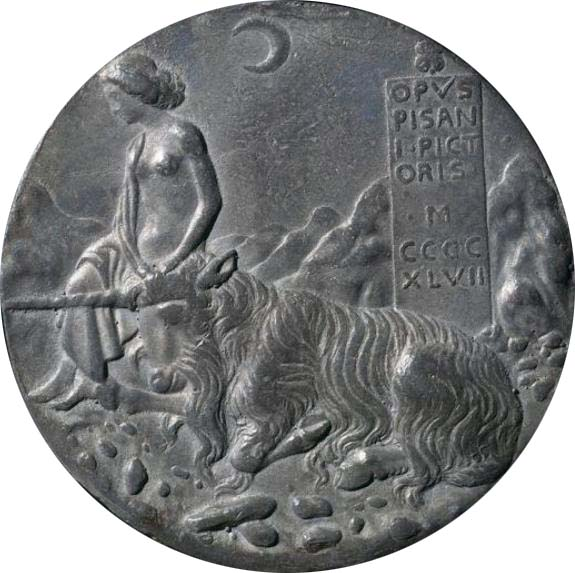
Medalia Ceciliei Gonzaga: Inocența și unicornul, în peisaj nocturn realizată de Pisanello, în anul 1447; OPVS PISAN I•PICT ORIS •M CCCC XLVII